# ديار آل عبد الله علي (القطن)
'

تعديل مصدري - تعديل

ديار ال عبد الله علي هي إحدى قرى عزلة القطن بمديرية القطن التابعة لمحافظة حضرموت، بلغ تعداد سكانها 260 نسمة حسب تعداد اليمن لعام 2004.